# Isztáncs
Isztáncs (néhol Istánc; szlovákul: Stanča) község Szlovákiában, a Kassai kerület Tőketerebesi járásában.

## Fekvése
Tőketerebestől 12 km-re délnyugatra, a Helmec-patak jobb oldalán fekszik.

## Története
1326-ban „Stanch” néven említik először, nevét egykori birtokosáról kapta. A 15. században helyi nemesek birtoka. A 16.-17. század fordulóján sokáig lakatlan volt. 1601-ben 16 háza közül csak 8 volt lakott, a tőketerebesi uradalomhoz tartozott. 1690-ben itt tartották a görögkatolikus szinódust. A 18. században az Aspremont család a birtokosa. 1787-ben 41 házában 322 lakos élt.
A 18. század végén Vályi András így ír róla: „ISTANZ. vagy Istancza. Zemplén Várm. földes Ura G. Áspermont Uraság, fekszik Keletsénnek szomszédságában.”
1828-ban 72 házát 540-en lakták. Lakói 1831-ben részt vettek a koleralázadásban.
Fényes Elek 1851-ben kiadott geográfiai szótárában így ír a faluról: „Isztáncz, orosz falu, Zemplén vmegyében, Tőke-Terebeshez délre 1 1/2 mfld: 19 r., 520 g. kath., 7 zsidó lak., g. kath., paroch. templommal, 507 hold szántófölddel. F. u. gr. Erdődy.”
Borovszky Samu monográfiasorozatának Zemplén vármegyét tárgyaló része szerint: „Isztáncs, tót kisközség a Helmecz-patak mentén. Van 74 háza és 445, nagyobbára gör.-kath. vallású lakosa. Postája, távírója és vasúti állomása Upor. XV. századbeli birtokosai a Isztáncsiak. 1447-ben Isztáncsi Miklóst szolgálja, 1460-ban már az Isztáncsiakkal a Csapiak osztozkodnak rajta. 1474-ben a Kecseti családot iktatják egyes részeibe s ebben az időben az Erdélyi családnak is volt itt része. A XV. században a község neve állandóan Stáncs. Az 1598-iki összeírás csak Homonnai Györgyöt említi birtokosául, később azonban az Alvinczyek is szereznek itt részeket, majd az Uporyak és Lorántffyak, kiknek révén Rákóczy-birtok lesz. 1730-ban a Bégányiak zálogbirtoka, de az újabb korban már az Aspremont grófoké. Most nincs nagyobb birtokosa. A XVII. századbeli pestis ennek a községnek sem kegyelmezett. 1690. november 4-én itt görögkatholikus zsinatot tartottak, melyen 40 lelkész fogadta el az uniót. 1831-ben és 1873-ban a kolera dühöngött a faluban. Gör. kath. temploma 1792-ben épült.”
1920-ig Zemplén vármegye Gálszécsi járásához tartozott.
1964 és 1991 között Uporral és Zemplénkelecsénnyel együtt alkotta Zemplénújhely (Zemplínska Nová Ves) községet. Azóta újra önálló település.

## Népessége
| Év:            | 1994. | 2004.   | 2014. | 2024.   |
| -------------- | ----- | ------- | ----- | ------- |
| Emberek száma: | 425   | 440     | 418   | 421     |
| Eltérés:       |       | +3,52 % | -5 %  | +0,71 % |

| Év:            | 2023. | 2024.   |
| -------------- | ----- | ------- |
| Emberek száma: | 414   | 421     |
| Eltérés:       |       | +1,69 % |

1880-ban 419 lakosából 21 magyar és 382 szlovák anyanyelvű volt.
1890-ben 409 lakosából 21 magyar és 386 szlovák anyanyelvű volt.
1900-ban 445 lakosából 28 magyar és 410 szlovák anyanyelvű volt.
1910-ben 443 lakosából 226 magyar és 214 szlovák anyanyelvű volt.
1921-ben 500 lakosából 6 zsidó, 7 magyar, 194 orosz, 289 csehszlovák, 2 egyéb nemzetiségű és 2 állampolgárság nélküli volt. Ebből 343 görög katolikus, 120 római katolikus, 17 izraelita, 9 református, 1 evangélikus és 10 egyéb vallású.
1930-ban 449 lakosából 1 magyar, 8 zsidó, 46 ruszin, 388 csehszlovák és 6 állampolgárság nélküli volt.
1991-ben 436 lakosából 1 magyar és 424 szlovák volt. 
2001-ben 429 lakosából 410 szlovák, 13 cigány és 1 magyar volt.
2011-ben 424 lakosából 392 szlovák, 13 cigány, 4 ruszin, 1 magyar és 11 ismeretlen nemzetiségű volt. Ebből 199 görög katolikus, 155 római katolikus, 27 pravoszláv, 11 jehovista, 7 evangélikus, 4 református, 12 nem vallásos és 9 ismeretlen vallású volt.

## Neves személyek
- Itt született 1825-ben Balugyánszky József pap, szentszéki ülnök.

## Nevezetességei
- Szent kassai vértanúk tiszteletére szentelt, római katolikus temploma.
- Görögkatolikus temploma 1789-ben épült.